# Ust-Talovka
Ust-Talovka (ryska: Усть-Таловка) är en ort i Kazakstan.   Den ligger i oblystet Östkazakstan, i den östra delen av landet, 700 km öster om huvudstaden Astana. Ust-Talovka ligger 302 meter över havet och antalet invånare är 6 122.
Terrängen runt Ust-Talovka är huvudsakligen platt, men österut är den kuperad. Runt Ust-Talovka är det glesbefolkat, med 16 invånare per kvadratkilometer. Närmaste större samhälle är Sjemonaicha, 9,8 km nordost om Ust-Talovka. Trakten runt Ust-Talovka består till största delen av jordbruksmark.